# 大和まほろばスマートインターチェンジ
大和まほろばスマートインターチェンジ（やまとまほろばスマートインターチェンジ）は、奈良県大和郡山市にある西名阪自動車道にある本線直結型のスマートインターチェンジである。敷地の一部は生駒郡安堵町にも跨る。建設時の仮称は「安堵郡山西スマートインターチェンジ」であった。

## 概要
2009年6月30日、国土交通大臣（当時）の金子一義が建設を認可。総事業費は約32億4,000万円で、この内 奈良県の負担は約11億円である。近畿2府4県（大阪・兵庫・京都・滋賀・奈良・和歌山）および西名阪自動車道では初めてのスマートインターチェンジである。
名古屋（天理）方面出入口については、郡山下ツ道JCT、郡山ICまたは天理TBで料金所を利用する（天理 - 香芝の均一料金）ことから、スマートインターチェンジでありながらETCゲートは設置されておらず（フリーフローアンテナは設置されている）、車載器を搭載していない車輌も通行可能。
一方、大阪（松原）方面出入口には法隆寺IC、香芝ICおよび香芝IC以西では料金所を利用しない（天理 - 香芝の均一料金）ため、ETCゲートが設置されている。

## 歴史
- 2009年（平成21年）6月30日 : 「安堵郡山西スマートインターチェンジ」（あんどこおりやまにしインターチェンジ）として、金子一義国土交通相（当時）が建設を認可。
- 2012年（平成24年）
  - 1月25日 : 正式名称が「大和まほろばスマートインターチェンジ」に決定[2]。
  - 7月4日 : 名古屋方面出入口を供用開始[3][4]。
- 2014年（平成26年）3月23日 : 大阪方面出入口を供用開始[4][5]。

## 道路
- E25 西名阪自動車道（4-1番）

## 接続する道路
- 奈良県道108号大和郡山広陵線（大和中央道）
- 奈良県道109号天理斑鳩線

## 隣
E25 西名阪自動車道
(4) 法隆寺IC - (4-1) 大和まほろばSIC - (4-2) 郡山下ツ道JCT - (5) 郡山IC